# Anomalía magnética de Kursk

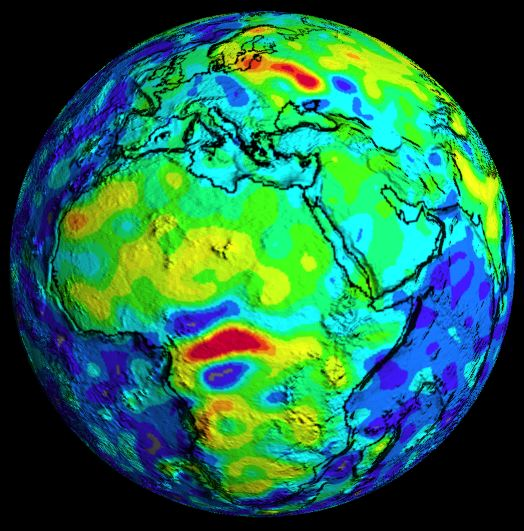
Intensidad magnética a partir de datos satelitales. La anomalía de Kursk es la anomalía de alta intensidad (rojo) en el norte mientras que la anomalía magnética de Bangui es la de África central.

La anomalía magnética de Kursk (KMA) es una anomalía magnética situada en los óblast rusos de Kursk, Bélgorod y Vorónezh, donde abundan los minerales de hierro. Es una de la mayores anomalías magnéticas de la Tierra.
Fue descubierta en 1733 por el astrónomo ruso Piotr Inojódtsev. En 1883, el físico Nikolái Pílchikov llevó a cabo una serie de 71 observaciones de la KMA, que pusieron de manifiesto que la anomalía se debía a la presencia de mineral de hierro. Posteriormente, se llevaron a cabo investigaciones relativas a las posibilidades económicas de la zona; estas investigaciones fueron llevadas a cabo por el geólogo Iván Gubkin entre los años 1920 y 1925, basadas en las posibilidades de hallar petróleo. En 1931, se encontraron grandes cantidades de hierro en la región. Dichas mineralizaciones se extienden sobre un área estimada en 120 000 km². Principalmente se encuentran magnetita y cuarcita, con rocas metamórficas y granitos del precámbrico. Las reservas de mineral de hierro son estimadas en más de veinticinco mil millones de toneladas de hierro de 32-37%, y más de treinta mil millones de toneladas de hierro de 52-66%.